# Centro di documentazione della civiltà contadina e della pesca
Il Centro di Documentazione della civiltà contadina e della pesca è una raccolta etnografica collocata attualmente in località Ca’ Tiepolo del comune di Porto Tolle, in provincia di Rovigo.  La collezione è nata da e per la comunità, proponendosi di conservare e tramandare le testimonianze storiche della vita contadina, in cui affondano le radici polesane. Dopo varie peregrinazioni tra diverse sedi la collezione, divisa in sezioni di pertinenza, è ancora in fase di accrescimento e in attesa di un nuovo allestimento presso una sede definitiva. Il Centro è di proprietà del Comune di Porto Tolle, viene gestito dall’Associazione Civiltà Contadina, su base volontaria e fa parte della rete del Sistema Museale Provinciale Polesine.

## Storia
L’idea nasce nei primi anni Ottanta dai quattro i soci fondatori, Arnaldo Girardi, attuale Presidente del Centro, Leonino Ferro, Vittorio Mancin e Vittorio Moretto. Da fervidi collezionisti individuali invitati ad esporre all’annuale Fiera del paese hanno poi deciso di unire le forze per assemblare le proprie collezioni in un unico nucleo di memorie della civiltà contadina, che fosse sempre accessibile al pubblico. L’iniziativa riscosse un tale interesse da renderla permanente in locali messi a disposizione dall’Amministrazione Comunale. L’esposizione è stata inaugurata nel 1981 e progressivamente rinfoltita con oggetti donati dalla comunità, tanto da organizzare una sezione distaccata a Polesine Camerini. La mostra cambiò sede più volte prima di essere allestita a Cà Tiepolo, in un edificio precedentemente adibito a locale di trasmissione dell’attuale Delta Radio, strutturalmente non idoneo ad ospitare la collezione. Il centro promuove inoltre attività di informazione e soprattutto partecipazione cittadina. Ad oggi è chiuso al pubblico, in attesa che venga concluso l’allestimento presso una nuova sede.

## La collezione
Si configura come una raccolta di attrezzi e materiali rappresentativi della vita quotidiana, del lavoro contadino, artigiano e della pesca. La collezione è divisa in due aree tematiche: Vita Quotidiana ed Attività Economiche. La prima sezione propone una tradizionale casa contadina dotata di cucina e camera da letto, corredate da oggetti per l’amministrazione domestica, materiale scolastico e giochi. Nel settore successivo sono raccolti strumenti del lavoro agricolo, in particolare per la lavorazione del grano, la coltivazione della barbabietola da zucchero e del riso, delle attività di pesca e manufatti di artigianato. Sulle pareti sono appese fotografie dell’epoca di soggetti ritratti con un’intensità espressiva testimone delle fatiche della vita contadina nel secolo scorso. Il centro conserva più di mille articoli, di cui una parte apparteneva alla famiglia Protti, facoltosa famiglia di proprietari terrieri d’inizio XIX secolo. Il centro viene gestito da personale volontario che affianca il pubblico lungo il percorso espositivo, oltre a provvedere alla raccolta degli oggetti ed alla relativa manutenzione. Nel 2015 trentaquattro oggetti della sezione dedicata alla pesca sono stati scelti da Giancarlo Basili, scenografo collaboratore del regista padovano Carlo Mazzacurati, per allestire un’area del padiglione Zero ad Expo Milano, accanto a parte della collezione del Museo della Civiltà Contadina di Bentivoglio (Italia), in provincia di Bologna.